# 麦克阿瑟 (俄亥俄州)
麦克阿瑟（McArthur）是美国俄亥俄州文頓郡的一个村，是文顿县的县城。  2010年人口普查时人口为1,701人。

## 历史
麦克阿瑟在1815年被规划建设。它以1812年战争中的军队将军邓肯·麦克阿瑟命名。